# Primera B de Chile 2009
Primera B de Chile 2009 var den näst högsta serien i fotboll i Chile för säsongen 2009. Serien var uppdelad i två mästerskap, Torneo Apertura och Torneo Clausura. Varje lag spelade 19 matcher i vardera mästerskap, vilket innebar totalt 38 matcher för varje lag. Vid säsongens slut slogs mästerskapen ihop och vinnaren av den sammanlagda tabellen, denna säsong Unión San Felipe, gick upp i Primera División. Utöver det så möttes vinnarna av respektive mästerskap i playoff för att spela om andraplatsen, och därmed en direktplats upp till den högsta divisionen. Eftersom Unión San Felipe vann Torneo Apertura gick playoff-platsen till tvåan i mästerskapet, Santiago Wanderers, som fick möta vinnaren av Clausura, San Luis. Santiago Wanderers vann och gick således direkt upp till Primera División, medan San Luis tog en av de två möjliga kvalplatserna. Den andra kvalplatsen gick till det näst bästa valbara laget i den sammanlagda tabellen, vilket var San Marcos de Arica. Det lag som kom sist i den sammanlagda tabellen skulle flyttats ner, men eftersom Deportes Melipilla degraderades på grund av ekonomiska problem så flyttades inget lag ned på sportsliga grunder.

## Förändringar inför säsongen
| Nya lag från Primera División                                                         | Nya lag från Tercera A | Uppflyttade till Primera División  | Nedflyttade till Tercera A |
| - Deportes Antofagasta - Provincial Osorno - Deportes Melipilla - Deportes Concepción | - Naval                | - Municipal Iquique - Curicó Unido | - Fernández Vial           |
| ------------------------------------------------------------------------------------- | ---------------------- | ---------------------------------- | -------------------------- |

## Förändringar efter säsongen
| Nya lag från Primera División                | Nya lag från Tercera A | Uppflyttade till Primera División                  | Nedflyttade till Segunda División |
| - Rangers - Municipal Iquique - Curicó Unido | - Unión Temuco         | - Unión San Felipe - Santiago Wanderers - San Luis | - Deportes Melipilla              |
| -------------------------------------------- | ---------------------- | -------------------------------------------------- | --------------------------------- |

## Apertura
Alla lag mötte varandra en gång vardera, vilket innebar totalt 13 matcher. Därefter spelade varje lag mot sex andra lag en gång vardera, vilket gav ytterligare 6 matcher och således totalt 19 matcher.
|  |     | Lag                   | Poäng | M  | V  | O | F  | GM | IM | MSK |
|  | --- | --------------------- | ----- | -- | -- | - | -- | -- | -- | --- |
|  | 1.  | Unión San Felipe      | 40    | 19 | 12 | 4 | 3  | 35 | 18 | 17  |
|  | 2.  | Santiago Wanderers    | 33    | 19 | 9  | 6 | 4  | 33 | 19 | 14  |
|  | 3.  | San Luis              | 31    | 19 | 8  | 7 | 4  | 25 | 12 | 13  |
|  | 4.  | Deportes Melipilla    | 30    | 19 | 8  | 6 | 5  | 30 | 28 | 2   |
|  | 5.  | San Marcos de Arica   | 27    | 19 | 7  | 6 | 6  | 17 | 21 | -4  |
|  | 6.  | Coquimbo Unido        | 26    | 19 | 7  | 5 | 7  | 21 | 20 | 1   |
|  | 7.  | Lota Schwager         | 26    | 19 | 7  | 5 | 7  | 21 | 25 | -4  |
|  | 8.  | Provincial Osorno     | 25    | 19 | 6  | 7 | 6  | 22 | 27 | -5  |
|  | 9.  | Deportes Antofagasta  | 23    | 19 | 5  | 8 | 6  | 26 | 26 | 0   |
|  | 10. | Naval                 | 23    | 19 | 6  | 5 | 8  | 20 | 24 | -4  |
|  | 11. | Deportes Puerto Montt | 20    | 19 | 5  | 5 | 9  | 26 | 30 | -4  |
|  | 12. | Unión La Calera       | 19    | 19 | 4  | 7 | 8  | 27 | 31 | -4  |
|  | 13. | Deportes Concepción   | 18    | 19 | 4  | 6 | 9  | 25 | 35 | -10 |
|  | 14. | Deportes Copiapó      | 17    | 19 | 4  | 5 | 10 | 12 | 24 | -12 |

|  | Mästare av Torneo Apertura (blev sedermera även mästare av sammanlagda tabellen och uppflyttade).                                  |
|  | Kvalificerade till playoff-spel då Unión San Felipe blev mästare av den sammanlagda tabellen (så playoff-platsen gick till tvåan). |

## Clausura
Alla lag mötte varandra en gång vardera, vilket innebar totalt 13 matcher. Därefter spelade varje lag mot sex lag en gång vardera, vilket gav ytterligare 6 matcher och således totalt 19 matcher.
|  |     | Lag                   | Poäng | M  | V  | O | F  | GM | IM | MSK |
|  | --- | --------------------- | ----- | -- | -- | - | -- | -- | -- | --- |
|  | 1.  | San Luis              | 39    | 19 | 11 | 6 | 2  | 24 | 12 | 12  |
|  | 2.  | Santiago Wanderers    | 38    | 19 | 10 | 8 | 1  | 29 | 12 | 17  |
|  | 3.  | Unión San Felipe      | 37    | 19 | 11 | 4 | 4  | 33 | 15 | 18  |
|  | 4.  | Deportes Concepción   | 29    | 19 | 8  | 5 | 6  | 27 | 31 | -4  |
|  | 5.  | Deportes Melipilla    | 28    | 19 | 8  | 4 | 7  | 35 | 30 | 5   |
|  | 6.  | San Marcos de Arica   | 26    | 19 | 6  | 8 | 5  | 29 | 30 | -1  |
|  | 7.  | Deportes Antofagasta  | 25    | 19 | 7  | 4 | 8  | 24 | 21 | 3   |
|  | 8.  | Coquimbo Unido        | 25    | 19 | 6  | 7 | 6  | 28 | 31 | -3  |
|  | 9.  | Provincial Osorno     | 24    | 19 | 6  | 6 | 7  | 35 | 32 | 3   |
|  | 10. | Deportes Puerto Montt | 21    | 19 | 5  | 6 | 8  | 22 | 24 | -2  |
|  | 11. | Naval                 | 21    | 19 | 4  | 9 | 6  | 16 | 26 | -10 |
|  | 12. | Unión La Calera       | 17    | 19 | 3  | 8 | 8  | 19 | 29 | -10 |
|  | 13. | Lota Schwager         | 14    | 19 | 3  | 5 | 11 | 18 | 31 | -13 |
|  | 14. | Deportes Copiapó      | 13    | 19 | 3  | 4 | 12 | 15 | 30 | -15 |

|  | Kvalificerade till playoff-spel. |

## Sammanlagd tabell
Vinnaren av den sammanlagda tabellen flyttades upp direkt. Utöver det möttes vinnarna av Torneo Apertura (i detta fall tvåan då vinnaren av Apertura även vann den sammanlagda tabellen) och Torneo Clausura i en playoff-match för direkt uppflyttning. Förloraren gick till uppflyttningskval tillsammans med det bäst placerade valbara laget utöver dessa. Lota Schwager fick 3 poängs avdrag, Deportes Concepción 6 poängs avdrag och Deportes Melipilla 21 poängs avdrag; alla för försenade löneutbetalningar. Dessutom blev Deportes Melipilla nedflyttade på grund av ekonomiska problem (så det sist placerade laget flyttades inte ner).
|  |     | Lag                   | Poäng | M  | V  | O  | F  | GM | IM | MSK |
|  | --- | --------------------- | ----- | -- | -- | -- | -- | -- | -- | --- |
|  | 1.  | Unión San Felipe      | 77    | 38 | 23 | 8  | 7  | 68 | 33 | 35  |
|  | 2.  | Santiago Wanderers    | 71    | 38 | 19 | 14 | 5  | 62 | 31 | 31  |
|  | 3.  | San Luis              | 70    | 38 | 19 | 13 | 6  | 49 | 24 | 25  |
|  | 4.  | San Marcos de Arica   | 53    | 38 | 13 | 14 | 11 | 46 | 51 | -5  |
|  | 5.  | Coquimbo Unido        | 51    | 38 | 13 | 12 | 13 | 49 | 51 | -2  |
|  | 6.  | Provincial Osorno     | 49    | 38 | 12 | 13 | 13 | 57 | 59 | -2  |
|  | 7.  | Deportes Antofagasta  | 48    | 38 | 12 | 12 | 14 | 50 | 47 | 3   |
|  | 8.  | Naval                 | 44    | 38 | 10 | 14 | 14 | 36 | 50 | -14 |
|  | 9.  | Deportes Puerto Montt | 41    | 38 | 10 | 11 | 17 | 48 | 54 | -6  |
|  | 10. | Deportes Concepción   | 41    | 38 | 12 | 11 | 15 | 52 | 66 | -14 |
|  | 11. | Deportes Melipilla    | 37    | 38 | 16 | 10 | 12 | 65 | 58 | 7   |
|  | 12. | Lota Schwager         | 37    | 38 | 10 | 10 | 18 | 39 | 56 | -17 |
|  | 13. | Unión La Calera       | 36    | 38 | 7  | 15 | 16 | 46 | 60 | -14 |
|  | 14. | Deportes Copiapó      | 30    | 38 | 7  | 9  | 22 | 27 | 54 | -27 |

|  | Mästare av Primera B 2011 och uppflyttade till Primera División 2012. |
|  | Kvalificerade för playoff-spel.                                       |
|  | Kvalificerade för uppflyttningskval.                                  |
|  | Nedflyttade för spel i Segunda División 2012.                         |

## Playoff-spel
Vinnaren av playoff-spelet gick direkt upp i Primera División 2012 medan förloraren fick spela uppflyttningskval mot ett lag från Primera División 2011. Rangers vann mot Everton (på bortamålsregeln efter 4-4 totalt) och flyttades således upp, medan Everton gick till kvalspel.
|       | 4 november 2009 | San Luis | 1–2 | Santiago Wanderers | Estadio Sausalito, Viña del Mar |               |
| 19:45 | 19:45           |          |     |                    | Publik: 8 000                   | Publik: 8 000 |
| 19:45 | 19:45           |          |     |                    | Publik: 8 000                   | Publik: 8 000 |
| 19:45 | 19:45           |          |     |                    | Publik: 8 000                   | Publik: 8 000 |

|       | 8 november 2011 | Santiago Wanderers | 1–1 | San Luis | Estadio Regional Chiledeportes, Valparaiso |                |
| 17:30 | 17:30           |                    |     |          | Publik: 16 587                             | Publik: 16 587 |
| 17:30 | 17:30           |                    |     |          | Publik: 16 587                             | Publik: 16 587 |
| 17:30 | 17:30           |                    |     |          | Publik: 16 587                             | Publik: 16 587 |

## Uppflyttningskval
San Luis och San Marcos de Arica fick möta Curicó Unido respektive Palestino från Primera División. San Luis och Palestino vann och spelade således Primera División 2010, medan Curicó Unido och San Marcos de Arica fick spela i Primera B 2010.
|       | 2 december 2009 | San Luis | 1–2 | Curicó Unido | Estadio Municipal Ángel Navarrete Candia, Limache |               |
| 19:00 | 19:00           |          |     |              | Publik: 2 500                                     | Publik: 2 500 |
| 19:00 | 19:00           |          |     |              | Publik: 2 500                                     | Publik: 2 500 |
| 19:00 | 19:00           |          |     |              | Publik: 2 500                                     | Publik: 2 500 |

|       | 6 december 2009 | Curicó Unido | 0–3 | San Luis | Estadio Municipal Jorge Silva Valenzuela, San Fernando |               |
| 17:00 | 17:00           |              |     |          | Publik: 6 000                                          | Publik: 6 000 |
| 17:00 | 17:00           |              |     |          | Publik: 6 000                                          | Publik: 6 000 |
| 17:00 | 17:00           |              |     |          | Publik: 6 000                                          | Publik: 6 000 |

|       | 2 december 2009 | San Marcos de Arica | 0–2 | Palestino | Estadio Carlos Dittborn, Arica |                |
| 22:00 | 22:00           |                     |     |           | Publik: 13 000                 | Publik: 13 000 |
| 22:00 | 22:00           |                     |     |           | Publik: 13 000                 | Publik: 13 000 |
| 22:00 | 22:00           |                     |     |           | Publik: 13 000                 | Publik: 13 000 |

|       | 6 december 2009 | Palestino | 0–2 (Straffar: 4 – 2) | San Marcos de Arica | Estadio Monumental David Arellano, Santiago |               |
| 19:10 | 19:10           |           |                       |                     | Publik: 2 873                               | Publik: 2 873 |
| 19:10 | 19:10           |           |                       |                     | Publik: 2 873                               | Publik: 2 873 |
| 19:10 | 19:10           |           |                       |                     | Publik: 2 873                               | Publik: 2 873 |